# 11623 Kagekatu
11623 Kagekatu è un asteroide della fascia principale. Scoperto nel 1996, presenta un'orbita caratterizzata da un semiasse maggiore pari a 2,2211736 UA e da un'eccentricità di 0,0971276, inclinata di 7,09902° rispetto all'eclittica.